# Koziny (Łódź)
Koziny – osiedle w zachodniej Łodzi, na obszarze Polesia, zamieszkane przez 10 930 osób (2014).

## Położenie
Osiedle mieszkaniowe Koziny w Łodzi ograniczone jest ulicami: Drewnowską (od północy) i Srebrzyńską (od południa) oraz terenem Starego Cmentarza przy ul. Ogrodowej (od wschodu) i torami kolejowymi dawnej Kolei Warszawsko-Kaliskiej.

### Zróżnicowanie pojęć
Koziny nigdy wcześniej nie stanowiły odrębnej jednostki własnościowej lub geodezyjnej, stąd możliwe jest jedynie określenie zwyczajowo przyjętego zasięgu stosowania tej nazwy. Dopiero na początku lat 90. XX wieku Koziny zostały administracyjnie wydzielone i stanowią osiedle administracyjne – tzw. jednostkę pomocniczą miasta.

## Historia

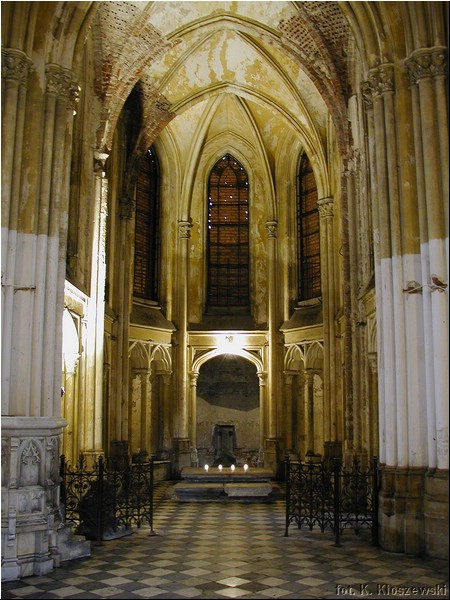
Kaplica Scheiblerów na Starym Cmentarzu

### Do końca XVIII wieku
Od XV wieku, to jest od czasu lokacji miasta Łodzi, las porastający omawiany teren stanowił własność gminną biskupiego miasta Łódź. W końcu XVI wieku część lasu, leżąca bliżej miasta została wykarczowana, powiększając obszar jednej z trzech niw miejskich, zwanej „Pod Serz” (pomiędzy ul. Długosza na północy a al. 1 Maja na południu) oraz tworząc nową rolę pod nazwą Nowe Przymiarki, pomiędzy dzisiejszą ul. Długosza a rzeką Łódką. Po okresie wojen szwedzkich obszar Kozin prawdopodobnie ponownie zarósł lasem i z tego okresu pochodzi jego nazwa, nawiązująca do pojawiającej się w okolicy zwierzyny płowej (sarny).
W początkach XIX wieku w lesie Koziny (okolica zbiegu dzisiejszych ulic Długosza i Wapiennej) znajduje się dom mieszkalny z zabudowaniami gospodarczymi. Mieszkał tam prawdopodobnie gajowy z rodziną (w 1822 łącznie 4 osoby), strzegący tej części lasu miejskiego.

### Wiek XIX
Od połowy XIX wieku na ponownie wykarczowanym obszarze Kozin zakładane były sady i ogrody warzywne. Bliskość lasu sprzyjała rekreacji. W latach 80. fabrykant Izrael Poznański nabył grunty przy ul. Srebrzyńskiej i zbudował dużą drewnianą willę (Al. Włókniarzy 196; budynek spłonął ok. roku 1998) która później służyła jako miejsce letnich kolonii dla dzieci pracowników Zakładów Poznańskiego.
Po przeciwnej stronie al. Włókniarzy (obecnie skwer, kościół i plebania parafii Najświętszego Zbawiciela) powstała piwiarnia, ogródek i niewielki park braci Gehlig, właścicieli dużego browaru przy Ogrodowej 9 (dziś teren Parku Staromiejskiego).

### Wiek XX
W pierwszej dekadzie wieku rozwój przemysłu zniweczył letniskowy charakter Kozin. Budowa tkalni wełny Teodora Fiszera (Długosza 43) oraz torów kolei Warszawsko-Kaliskiej (1902), częściowo przebiegających przez tereny piwiarni Gehligów, przyspieszyły urbanizację osiedla. Zabudowane zostały ulice: Pietrusińskiego, Okrzei, Gazowa, Waryńskiego i Górna w części wschodniej Kozin oraz Wapienna i Letnia w części zachodniej. Powstałe ok. 1910 w magistracie plany wytyczenia na Kozinach nowych ulic i ich zabudowy zniweczyła I wojna światowa.
W roku 1912 na gruntach, stanowiących własność Zakładów Poznańskiego (obecnie posesje przy ul. Srebrzyńskiej 47–51 oraz Lorentza 6–10 oraz ich najbliższa okolica) zostały wybudowane boisko i korty tenisowe Łódzkiego Klubu Sportowego. Zimą 1914/1915 drewniana trybuna i inne obiekty stadionu zostały rozebrane przez mieszkańców Łodzi na opał i nigdy już nie zostały odbudowane.
W okresie międzywojennym działania urbanizacyjne ograniczyły się do wytyczenia ul. A. Czartoryskiego (dzisiaj M. Kasprzaka) i zabudowy jej prywatnymi domami i niewielkimi czynszówkami. Przy ul. Długosza 27/31 powstała w 1927 niewielka garbarnia (Monitz, Rohmer i Herbst), zatrudniająca w 1937, 45 robotników, a pod numerem 48 Łódzka Fabryka Filców Stanisława Wileńskiego.
29 października 1925 uruchomiono przedłużenie linii tramwajowej, która do tego czasu kończyła się na wysokości wejścia na część prawosławną Starego Cmentarza. Linię doprowadzono do ul. Wapiennej, co poprawiło atrakcyjność budowlaną tego obszaru Kozin, chociaż głównym powodem jej powstania było planowane i wybudowane w latach 1928–1929 – po zachodniej stronie torów kolei kaliskiej – „wzorcowe” Osiedle mieszkaniowe im. Józefa Montwiłła-Mireckiego Odtąd pasażerowie wysiadali na krańcówce „Koziny” (Srebrzyńska/Wapienna), przechodzili ówczesną ul. Towarową (ob. fragment al. Włókniarzy) i przez tor kolejowy w krótkim czasie docierali do początku osiedla Montwiłła-Mireckiego (por. artykuł na Wikipedii Wysiedlenia Polaków z rejencji kaliskiej i łódzkiej).
Teren Kozin został zabudowany wielorodzinnymi blokami mieszkalnymi w latach 1960–1963, gdy wybudowano osiedle, noszące oficjalną nazwę 15-lecia PRL (nazwa ta nigdy nie weszła do powszechnego obiegu, a zabudowa osiedla była sukcesywnie uzupełniana do lat 1970/1972).
W domu przy ul. Srebrzyńskiej róg Ossowskiego mieszkała rodzina Hornbergerów, łodzian niemieckiego pochodzenia. Wiele lat po wojnie, podówczas mieszkaniec Berlina, Armin Richard Hornberger (ur. 1930) napisał wspomnienia w których zawarł żywy obraz życia w tym rejonie Łodzi. Około 2010 r. ukazały się one w tłumaczeniu na jęz. polski pt. „Moja łódzka młodość”.

## Komunikacja
Komunikację z miastem zapewniała droga, biegnąca śladem dzisiejszej ul. Długosza, w kierunku młyna Mania. Drugorzędne znaczenie (dojazd do pól) miała ul. Srebrzyńska. Po założeniu i rozszerzeniu cmentarza przy ul. Ogrodowej bieg ul. Długosza od strony Starego Miasta został przerwany i drogą dojazdu do Kozin stała się ul. Srebrzyńska.
Obecnie głównymi ciągami komunikacyjnymi są:
- na kierunku północ-południe:
  - al. Włókniarzy – stanowiąca jednocześnie drogę krajową nr 91;
  - ul. Kasprzaka;
- na kierunku wschód-zachód:
  - ul. Srebrzyńska – stanowiąca dojazd do centrum Łodzi oraz Starego Cmentarza;
  - ul. Drewnowska – stanowiąca dojazd do centrum Łodzi.

Na teren Osiedla można też dojechać pojazdami MPK:
- linią tramwajową nr 7 (ul. Srebrzyńska) oraz 8, 13 i 16 (al. Włókniarzy);
- liniami autobusowymi nr: 65A/B, 87A/87B, 99 (ul. Kasprzaka) oraz 78 (ul. Drewnowska);
- linią autobusową nocną nr N3A/B (ul. Kasprzaka).

## Rada Osiedla
Adres rady osiedla:
Osiedle Koziny, 91-079 Łódź, ul. Długosza 22